# Colmi

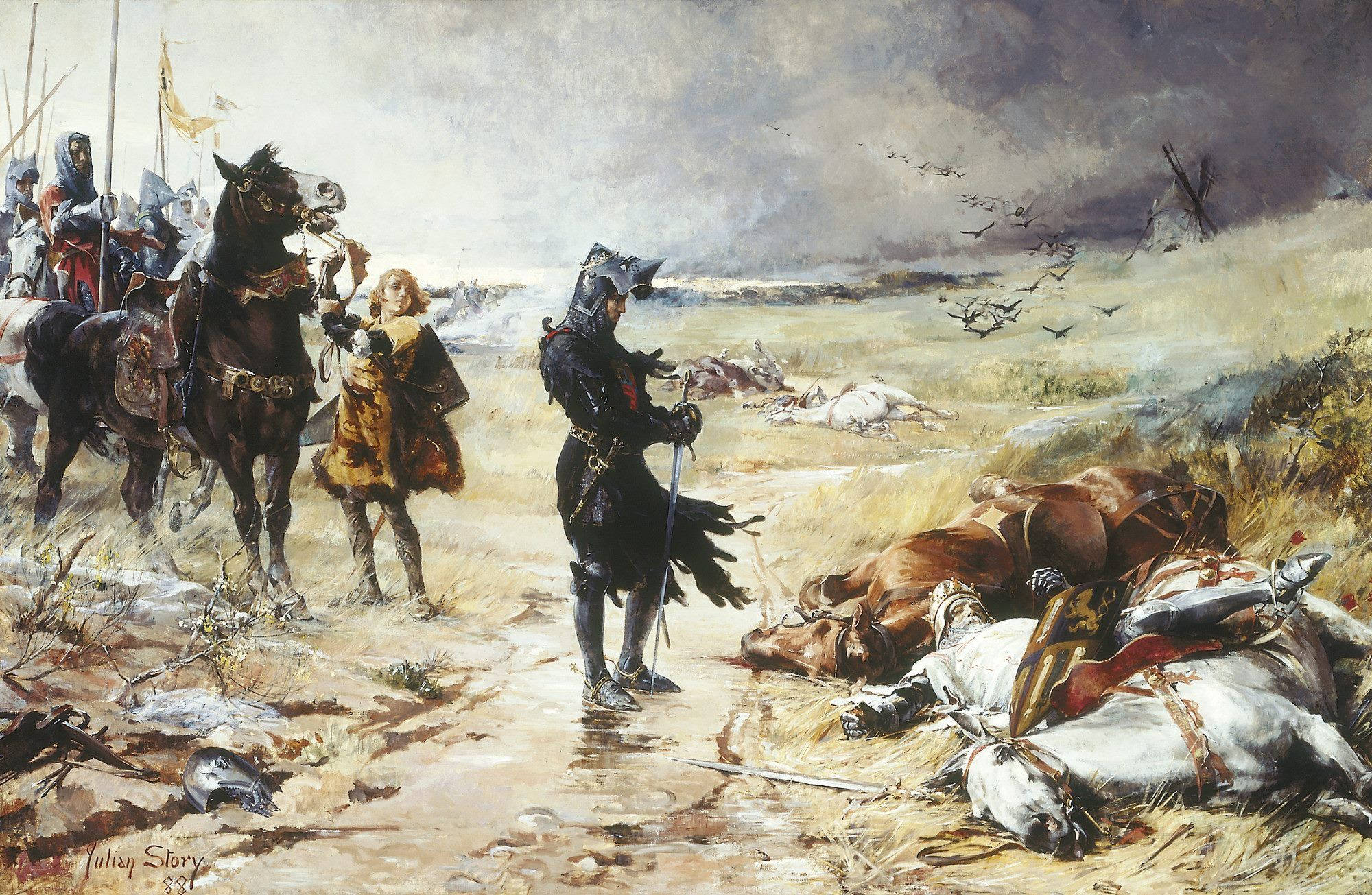
Slag bij Crécy: het dode lichaam van koning Jan de Blinde van Bohemen ligt aan de voeten van de Zwarte Prins.

Colmi, of in Picardisch Colins (Henegouwen, 14e eeuw) was een troubadour in dienst van heer Jan van Beaumont, in het graafschap Henegouwen.
Colmi is bekend van zijn lofdicht Rotulus, dat handelt over de Slag bij Crécy (1346). De Slag bij Crécy was een van de cruciale veldslagen in de Honderdjarige Oorlog. Zijn meester, Jan van Beaumont, vocht aan Franse zijde (bij de verliezers) maar overleefde de veldslag. Colmi beschreef niet alleen de heroïsche daden van zijn meester. Hij besteedde aandacht in zijn verzen aan alle gesneuvelde prinsen. In het bijzonder beschreef hij de vreselijke doodstrijd van Jan de Blinde, koning van Bohemen en graaf van Luxemburg. Bovendien liet hij fictieve personages optreden tijdens de veldslag; dit is een allegorische stijlfiguur die in die tijd erg gesmaakt werd.
Het werk Rotulus schreef Colmi in het Middeleeuws Frans. Zijn verzen werden deels overgenomen door Froissart, een kroniekschrijver, in zijn Chroniques de France, d’Angleterre et des païs voisins. In de Rotulus vermeldde Colmi dat hij in Henegouwen geboren is.
Daarnaast vergezelde Colmi zijn meester op een reis door het koninkrijk Engeland, de winnaar van de Slag bij Crécy. Mogelijks bestaan er verzen van zijn hand over deze reis, doch er is geen unanimiteit om deze aan hem toe te schrijven.